# 香港蘇文大學事件
香港蘇文大學乃指於2015年2月被香港傳媒揭發的一宗文凭工厂詐騙案件。

## 經過
騙徒虛構一間現實上不存在、亦未有在香港教育局註冊之「香港蘇文大學」，聲稱為中國大陸授權機構以及香港註冊教育機構，於1989年創校，設有附屬小學及中學，報稱辦公室地址為香港島灣仔區灣仔駱克道駱基中心23樓（經求證為一間秘書公司地址）。與此同時，創作了相關網站展示校舍照片，實際上為香港國際金融中心、海港城、港鐵鐵路站、香港大學及香港中文大學等地方，並且配以時任香港中文大學校長沈祖堯與學生合照，以及前香港行政長官曾蔭權出席教育活動時的陳年照片為素材，同時輔以教育統籌局發出的感謝狀等等。在事件中，騙徒亦被揭發在淘寶網販賣「香港蘇文大學遠程函授學位」畢業證書，學位包括副學士、學士及碩士等，價錢由100至1,000人民幣不等。
2015年2月，經過《蘋果日報》查證，發現新華網及百度百科及互動百科等等於2014年均介紹過「香港蘇文大學」，並且寫有「香港蘇文大學」是英才發源地的相關描述。事件被揭發後，香港教育局提醒「香港蘇文大學」並非香港註冊或者臨時註冊學校，香港中文大學則聲明與「香港蘇文大學」無任何關係，批評對方擅自盜用香港中文大學多幀照片，行為絕不可以容忍，保留法律追究權利。至同月2日傍晚，自稱為「香港蘇文大學」董事長的陳繼岸透過網站發表聲明，聲稱公司管理嚴重失誤，給予外界造成困擾和傷害，特別是未有經過沈祖堯允許而擅自盜用圖片，就此深表歉意。陳繼岸又澄清，公司未有實際營運任何項目，工作人員在建立網站時擅自用了一些圖片和內容，並且加以處理，公司對有關行為無法接受，已經辭退有關人員，並且即時關閉網站。此外，中國大陸的授權點尚未經過公司同意，因此擅自頒發所謂學位證書為虛擬性質，證書在中國大陸並無任何法律效用。

## 流行文化
2015年年宵，有香港大學畢業生看中香港蘇文大學事件而引起之商機，趁「香港蘇文大學」網站未關閉前，下載相關畢業證書，並且予以重新設計，繼而推出惡搞版本「香港蘇文大學」畢業證書。